# Wilhelm Szewczyk
Wilhelm Szewczyk (sinh ngày 5 tháng 1 năm 1916 - mất ngày 8 tháng 6 năm 1991) là một nhà văn, nhà thơ, nhà phê bình văn học và dịch giả người Ba Lan. Ông còn là một nhà hoạt động của Trại Cấp tiến Quốc gia, một người cộng sản và một thành viên quốc hội đại diện vùng Silesia.
Szewczyk sinh tại Czuchów (nay là một phần của Czerwionka-Leszczyny, quận Rybnik). Ông lớn lên trong một căn hộ tập thể ở Czerwionka. Szewczyk theo học tại trường Trung học cơ sở Nhà nước ở Rybnik và chuyển đến Katowice sau khi hoàn thành việc học. Ông làm việc trong đài phát thanh địa phương tên là Polskie Radio đến năm 1939.
Trong Chiến tranh thế giới thứ hai, Szewczyk bị buộc phải gia nhập Quân đội Đức. Trong hai năm 1941-1942, ông ở Mặt trận phía Tây ở Normandy và sau đó chuyển đến Mặt trận phía Đông ở Liên Xô. Vào tháng 8 năm 1941, ông bị thương trong Trận Smolensk. Khi được chữa lành ở Thuringia, ông được gửi đến mặt trận Alsace. Vì lập trường hòa bình của mình, ông bị bắt và năm 1942 ông bị bỏ tù tại Katowice.
Sau chiến tranh, Szewczyk trở về Katowice. Tại đây, ông làm biên tập viên cho tuần báo Odra. Trong các năm 1947-1951, ông làm giám đốc văn học của Nhà hát Silesia. Sau đó, ông làm việc cho nhiều tạp chí văn học.
Szewczyk cũng là một phó nghị sĩ trong Thượng Nghị viện trong các giai đoạn 1957-1965 và 1969-1980. Ông mất ngày 8 tháng 6 năm 1991 tại Katowice và được chôn cất tại Nghĩa trang Tin lành ở địa phương.

## Tác phẩm
- Posągi (1945) – tuyển tập thơ
- Portret Łużyczanki Mina Witkojc (1948) - viết về nữ nhà thơ tiếng Hạ Sorb, nhà báo và nhà yêu nước Mina Witkojc
- Skarb Donnersmarcków (1956)
- Z kraju Lompy (1957)
- Wyprzedaż samotności (1959)
- Literatura niemiecka w XX wieku (1962, 1964)
- Od wiosny do jesieni (1965)
- Kleszcze
- Czarne słońce
- Klara Krause – tuyển tập truyện  ngắn
- Syndrom śląski (1985) – tuyển tập tiểu luận

## Danh mục
- Hierowski, Zdzisław (1947). 25 lat literatury na Śląsku 1920–1945. Katowice – Wrocław: Wydawnictwa Instytutu Śląskiego. OCLC 69489660.